# Toneelstuk

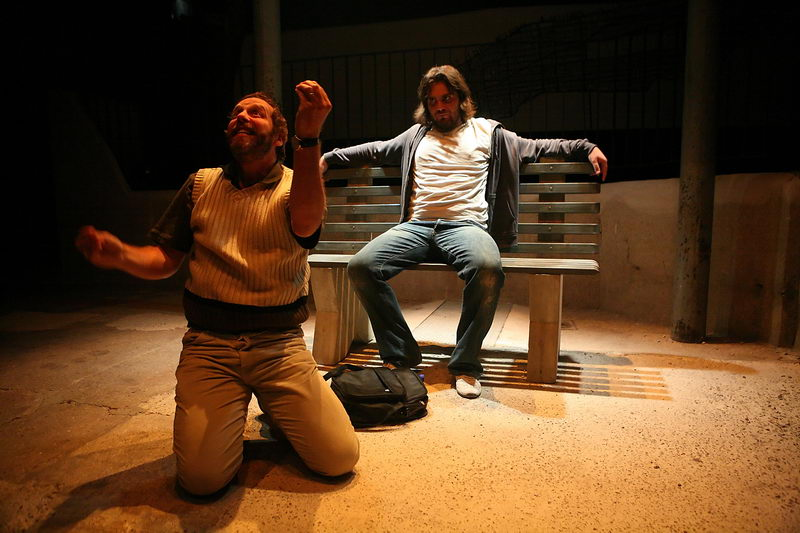
Opvoering van The Zoo Story, een toneelstuk van Edward Albee

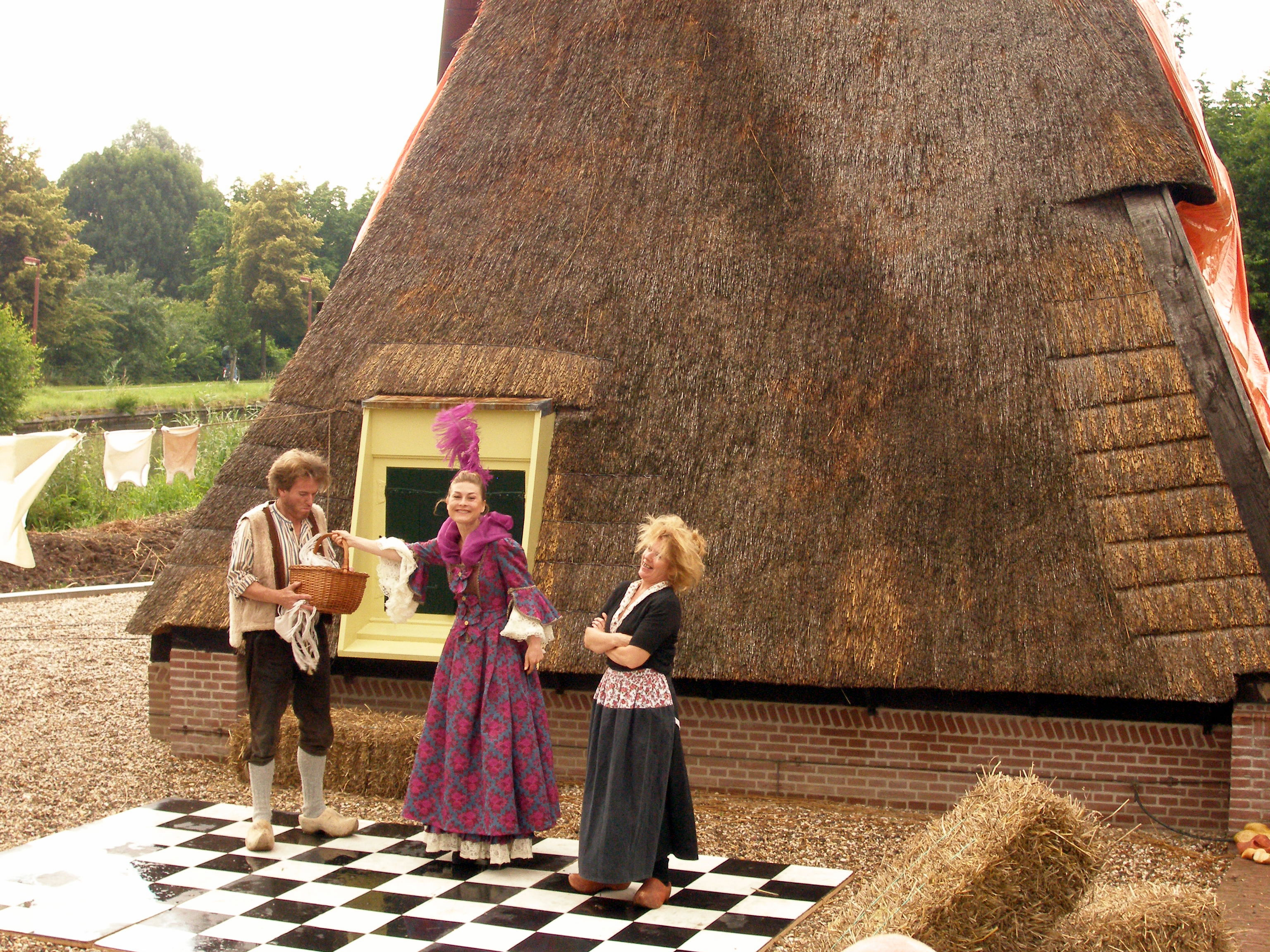
Opvoering van Bredero's klucht De Molenaar

Een toneelstuk is een literair genre, meestal bestaand uit een dialoog tussen verschillende personages, dat bedoeld is als theater waarbij het voor een publiek opgevoerd wordt door acteurs (toneelspelers). Toneelstukken (behalve eenakters) zijn onverdeeld in 'akten' of 'bedrijven', die op hun beurt weer onderverdeeld kunnen zijn in 'tonelen' of 'scènes'.
Aristoteles definieerde een toneelstuk onder meer als "een nabootsing van een handeling en niet de handeling zelf." Aan de hand hiervan is goed te duiden wanneer iets theater (toneel) is en wanneer niet.

## Soorten toneel
De klassieke vorm van toneelspel, is een spel opgevoerd op een toneel. Het publiek bevindt zich dan op stoelen in een zaal, bijvoorbeeld in een schouwburg of een andere plek zoals een bioscoop.
Het toneel is niet de enige plek waar toneel wordt gespeeld, ook in gebouwen die niet in eerste instantie zijn gemaakt voor toneel/theater en zelfs in de open lucht vinden toneelvoorstellingen plaats. Dit laatste wordt wel locatietheater genoemd. Er zijn in Nederland meer dan 60 speciale openluchttheaters waarvan er ongeveer 50 actief zijn.
Soms wordt toneel geïmproviseerd (bijvoorbeeld theatersport), maar meestal wordt een toneelstuk uitgevoerd dat door een toneelschrijver is geschreven. Maar het komt ook voor dat op basis van ideeën en improvisaties van de acteurs een nieuwe voorstelling wordt gemaakt, die niet uitgaat van tekst. Dit wordt soms dramatiseren genoemd, hoewel er ook wel sprake is van de term montagevoorstellingen: voorstellingen die uit het materiaal dat de theatermakers creëren 'gemonteerd' worden tot een maffe voorstelling, zonder dat een toneeltekst daarvoor het uitgangspunt is.

## Toneelmakers
Er bestaan verschillende professionele toneelgezelschappen, maar er zijn ook vele amateurs die toneelspelen. Iemand die toneelspeelt wordt toneelspeler of acteur/actrice genoemd, en heeft in veel gevallen een opleiding gevolgd op een toneelschool.
Ook andere medewerkers zijn eventueel nodig om een toneelstuk te kunnen opvoeren: regisseur, dramaturg, scenograaf, geluids- en lichttechnici, decorbouwers, kostuumontwerper, grimeur, logistieke medewerkers en een souffleur.

## Geschiedenis
Traditionele vormen van toneel die al in de klassieke oudheid ontstonden, zijn de tragedie en de komedie. In de middeleeuwen ontstond volkstoneel, waaronder de klucht. Rond de paastijd werd een passiespel gespeeld. In Tegelen is deze traditie nog altijd levend. Hetzelfde geldt voor de spelen rond Sint Joris, die nog altijd in Beesel worden opgevoerd. De oudst bekende vermelding over het draaksteken in Beesel dateert van 1736. Zoals vele dorpen kende ook Beesel schuttersgilden. Op kermismaandag verzamelde het volk zich in de gildekamer en zodra voldoende mensen aanwezig waren, verschenen Sint Joris en de draak ten tonele en werd de draak gestoken.
In de zeventiende en achttiende eeuw was toneel een bloeiend genre. In Nederland verschenen in die twee eeuwen bijna 5000 toneelstukken; de Census Nederlands Toneel vermeldt daarvan 12.000 uitgaven.
Later ontwikkelden zich mengvormen en nieuwe vormen van toneel, zoals de tragikomedie, historische stukken en absurd toneel.
Toneel is een van de kunstvormen, daarom is er een duidelijk verband tussen toneelstijlen in de geschiedenis en de stijlen in andere kunstvormen.
In de antieke Griekse en Romeinse wereld en in de Europese Middeleeuwen werd het voor vrouwen als schandelijk beschouwd om op het toneel te staan.
Deze opvatting werd pas in de 17e eeuw in Venetië doorbroken.

## Voorbeelden van toneelstijlen
- Absurd toneel
- Commedia dell'arte
- Episch theater
- Improvisatietheater
- Klucht
- Komedie (blijspel)
- Tragedie
- Volkstoneel